# Kassité
Kassité je jméno starověkého blízkovýchodního národa, který získal kontrolu nad Babylonií po pádu Starobabylonské říše (přibližně v období od 1531 př. n. l. do 1155 př. n. l.). Jejich jazyk je klasifikován jako izolovaný.

## Historie
Původní domovina Kassitů zůstává tajemstvím, ale zdá se, že se rozkládala v pohoří Zagros v Lorestánu, v dnešním Íránu. První historické zmínky o jejich existenci se objevují v 17. stol. př. n. l., kdy zaútočili na Babylonii v 9. roce vlády Samsu-Iluna (vládl 1686–1648 př. n. l.), syna Chammurabiho. Samsu-Iluna je ještě zapudil, ale Kassité později získali kontrolu nad severní Babylonií (někdy po porážce Babylónu od Chetitů, okolo 1531 př. n. l.) a dobyli i jižní část království kolem roku 1475 př. n. l. Chetité narychlo odvezli sochu boha Marduka, ale Kassité ji dokázali znovu dostat do svých rukou; vrátili ho do Babylonu a ustanovili ho na stejnou úroveň svému vlastnímu bohu Šuqamunovi.
Okolnosti jejich vzestupu k moci nejsou příliš známy, z důvodu nedostatku dokumentů z tzv. „období temna“ – doby všeobecného chaosu a nepokojů. Nebyl zachován jediný nápis či dokument v kassitském jazyce; taková absence jakéhokoli písemného odkazu nemůže být čistě náhodná, což nahrává domněnce o prudkém poklesu gramotnosti v oficiálních kruzích společnosti. Babylón pod kassitskými vládci, jež město přejmenovali na Karanduniaš, obnovil svou politickou a vojenskou pozici velmoci na starověkém Blízkém východě. Nově vybudované hlavní město Dur-Kurigalzu bylo pojmenováno na počest krále Kurigalzua I. (na začátku 14. stol. př. n. l.). On i jeho následníci Kadašman-Enlil I. (asi 1374–1360 př. n. l.) a Burna-Buriaš II. (1359–1333 př. n. l.) byli v písemném kontaktu s egyptským faraonem Amenhotepem III., respektive s jeho synem Achnatonem (viz také Dopisy z Amarny). Jejich úspěch byl postaven na relativní politické stabilitě, kterou se podařilo kassitským vladařům dosáhnout. Ovládali Babylonii prakticky bez přerušení po více než 400 let, což byla nejdelší vláda jedné dynastie v celé babylonské historii. I po menších vzpourách kolem r. 1333 př. n. l. a sedmileté vládě Asyřanů (mezi roky 1224–1217 př . n. l.) královská kassitská rodina dokázala získat trůn zpět do svých rukou.
Přerod jižní Mezopotámie ze sítě spojeneckých či soupeřících městských státečků v celistvý stát udělal z Babylonie velmoc. Kassitští králové navázali diplomatické styky a rozvíjeli obchodní kontakty s Asýrií, Egyptem, Elamem a s Chetity, členové kassitské královské rodiny uzavírali sňatky s jejich královskými rodinami. Obchodníci z celého tehdy známého světa přijížděli za obchodem do Babylonu a ostatních měst. Babylonští kupci byli naopak aktivní od Egypta (hlavní zdroj núbijského zlata) po Asýrii a Anatolii. Kassitské pečetě a závaží, označovací a měřící nářadí nutné k obchodu, byly nalezeny až v Thébách v Řecku, v jižní Arménii, ba dokonce i ve vraku lodi na jižním pobřeží Turecka.

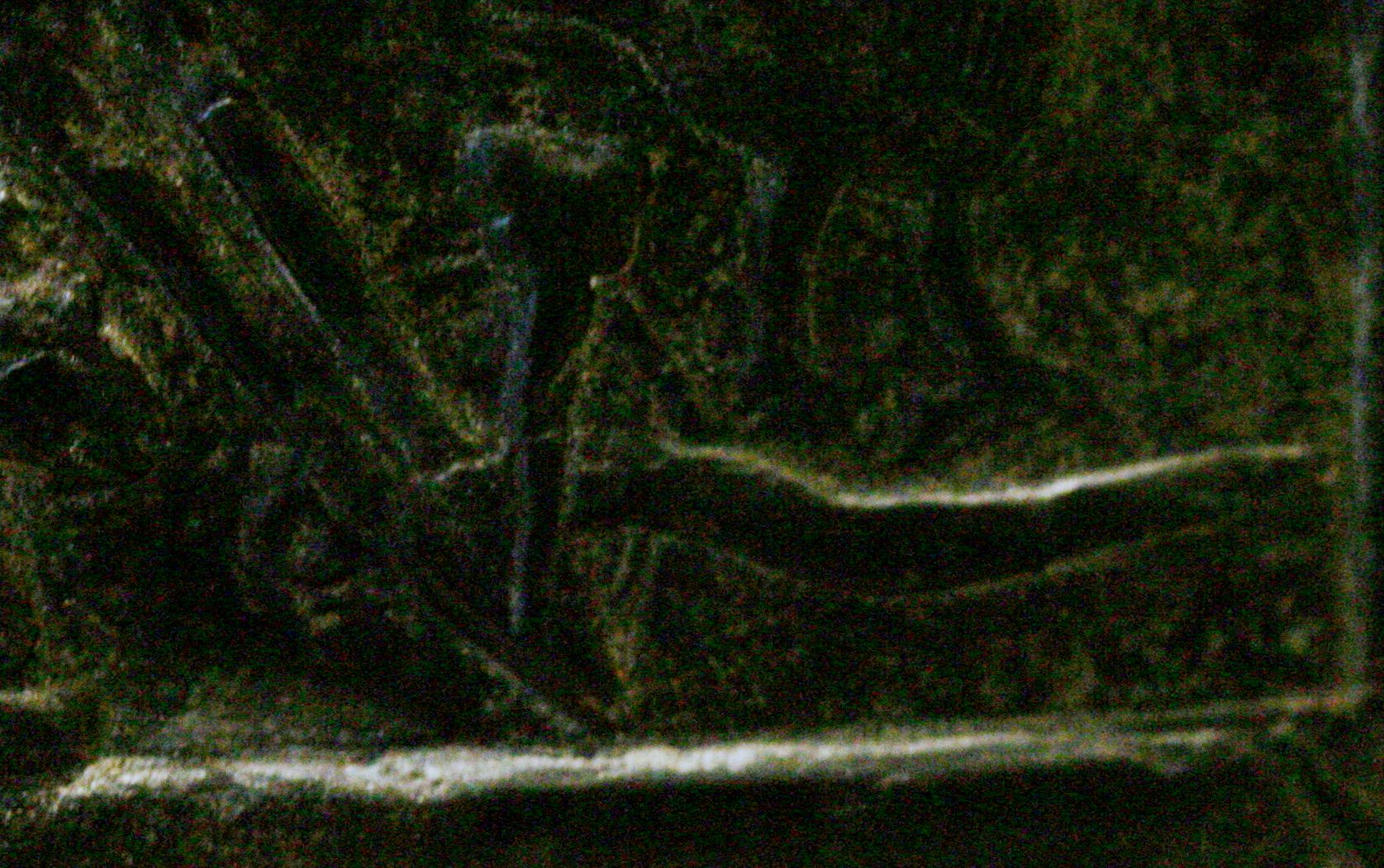
Detail z kassitského hraničního kamene kudurru znázorňující pluh

Kassitští králové udržovali kontrolu nad svým územím skrze síť provincií spravovaných guvernéry. Na téměř rovnocennou úroveň s královskými městy Babylónem a Dur-Kurigalzu se dostal Nippur, jako jedno z nejdůležitějších provinčních center. Nippur, kdysi velké město, které bylo doslova opuštěno kolem r. 1730 př. n. l., bylo za kassitského období oživeno a jeho chrámy byly znovu postaveny přímo na starých původních základech. V podstatě, i když pod kassitskou vládou, místodržící v Nippuru (kteří „oprášili“ titul nippurského guvernéra ze sumerských dob: guennakku) vládli jako druhořadí či nižší králové. Narůstající prestiž Nippuru byla i důvodem pro kassitské panovníky 13. stol. př. n. l. k znovuobnovení titulu „správce Nippuru“.

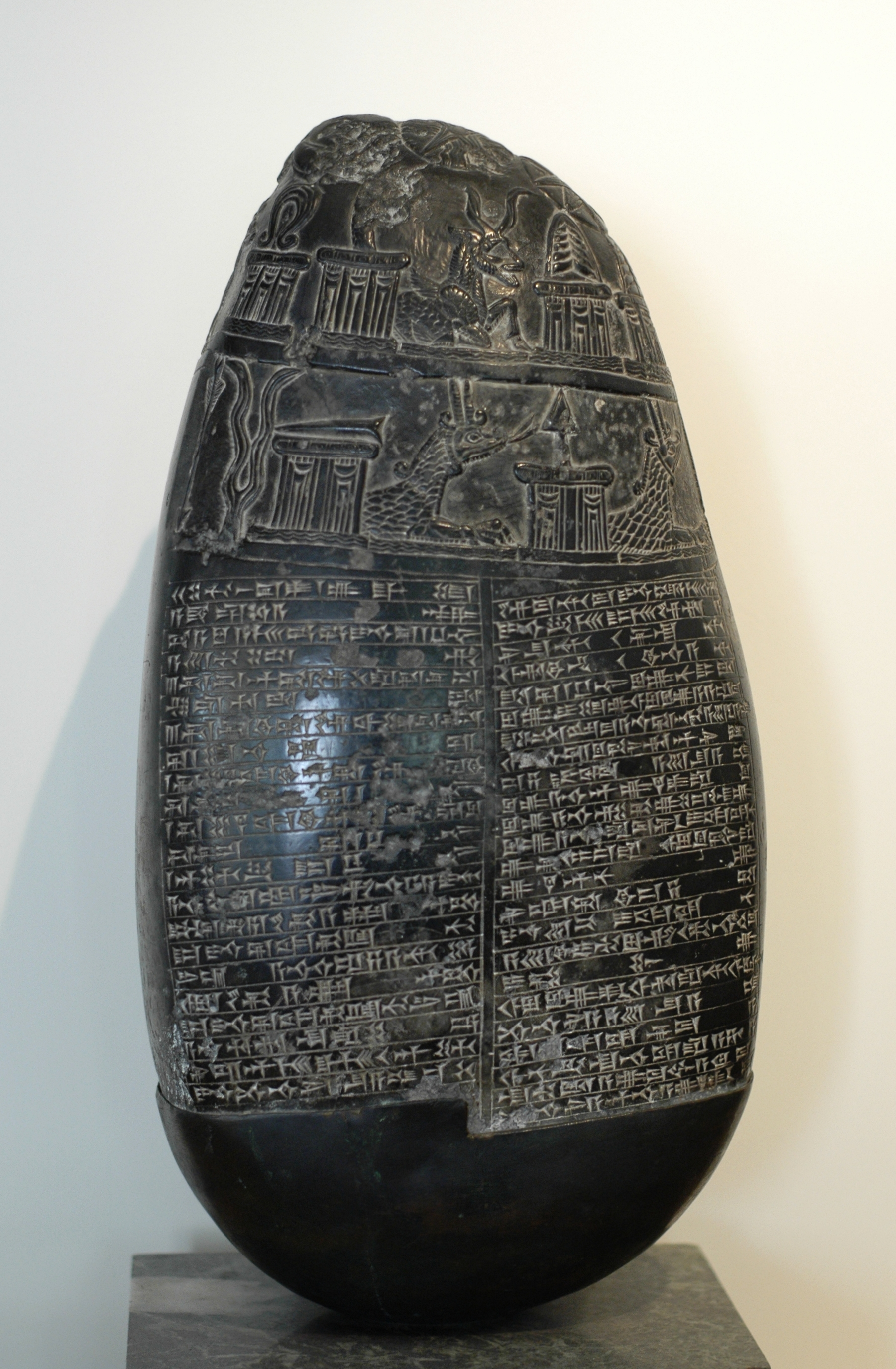
Babylonský hraniční kámen kudurru z pozdního kassitského období, nalezený nedaleko Bagdádu francouzským botanikem Andréem Michauxem (Cabinet des Médailles, Paříž)

Dalšími důležitými středisky kassitského období byly Larsa, Sippar a Susy. Po svržení kassitské dynastie roku 1155 př. n. l. systém správy provincií pokračoval a země zůstala sjednocena i pod dalšími vladaři druhé isinské dynastie.
Zdokumentování kassitského období je závislé na roztroušených a někdy neúplných tabulkách z Nippuru, kde jsou jich (nebo jejich úlomků) nacházeny tisíce. Obsahují administrativní a právnické texty, dopisy, popisy pečetí, kudurru (kameny s popisem, označující hranice pozemku a jeho majitele), soukromou korespondenci a také literární texty (obvykle identifikované jako části historických eposů).
„Kassitští vládcové v Babylonu byli také úzkostliví v dodržování existujících norem veřejného i soukromého života; ba šli ještě dále – jako zanícení novici (či outsideři) procitnuvší do vyšší civilizace – prosazováním extrémně konzervativních postojů, nejvíce v palácových kruzích.“ (Oppenheim 1964, str. 62). Přesto, během staletí, Kassité byli absorbováni do babylonské populace. Z posledních králů kassitské dynastie jich osm mělo akkadská jména, (i např. Kudur-Enlilovo jméno je složeno z elamitského a sumerského jména) a kassitské princezny se přivdávaly do asyrských královských rodin.
Elamité dobyli Babylonii v průběhu 12. stol. př. n. l., čímž ukončili 400 let trvající vládu kassitské dynastie. Poslední kassitský král, Enlil-nádín-achché, byl převezen do Sús, kde byl uvězněn a kde později i zemřel.
Kassitský kmen Chabirů se pak asi usadil v babylonské planině. Zbytky kassitských kmenů také žily roztroušeny v horách severozápadně od Elamu, a roku 702 př. n. l. na ně zaútočil Sinacherib se svými vojsky. Bezpochyby se jedná o Ptolemaiovy „Kosseánce“; Ptolemaios rozděloval Susiánii (oblast spadající pod vládce z Susy) mezi ně a „Elymaeánce“. Alexandr Veliký bojoval s Kosseánci v zimě roku 323 př. n. l. na své cestě z Ekbatany do Babylonu; podle Strabóna (xi. 13,3,6) byli Kosseánci sousedy Médů. Theodor Nöldeke ((Gott. G. G., 1874, str. 173 seq.) potvrzuje, že se jedná o Kissiánce starořeckých autorů Aischyla (Choéfora 424, Peršané 17, 120) a Hérodotos (v. 49, 52).

## Kassitská dynastie králů Babylonu
| Vladař                     | Období (př. n. l.) | Komentář                                                                 |
| -------------------------- | ------------------ | ------------------------------------------------------------------------ |
| Agum II. nebo Agum-Kakrime | okolo 1570         |                                                                          |
| Burna-Buriaš I.            | okolo 1540         | Smlouva s Puzur-Ašurem III. Asyrským                                     |
| Kaštiliaš III.             | 1500–1470          |                                                                          |
| Ulam-Buriaš                | 1470               |                                                                          |
| Agum III.                  | 1470–1450          |                                                                          |
| Karaindaš                  | okolo 1415         | Současník Amenhotepa III., egyptského faraona                            |
| Kadašman-Charbe I.         | okolo 1400         |                                                                          |
| Kurigalzu I.               | okolo 1390         |                                                                          |
| Kadašman-Enlil I.          | 1374–1360          | Současník Amenhotepa III., egyptského faraona (Dopisy z Amarna)          |
| Burna-Buriaš II.           | 1360–1333          | Současník Achnatona and Ašur-uballita I.                                 |
| Karachardaš                | 1333               | Vnuk Ašur-uballita I. Asyrského                                          |
| Nazibugaš nebo Šuzigaš     | 1333               |                                                                          |
| Kurigalzu II.              | 1332–1308          | Syn Burna-buriaše II., bojoval v Bitvě u Sugagi s Enlil-nirarim Asyrským |
| Nazimaruttaš               | 1308–1282          | Současník Adad-nirariho I. Asyrského                                     |
| Kadašman-Turgu             | 1281–1264          | Současník Chattušiliše III. Chetitského                                  |
| Kadašman-Enlil II          | 1263–1255          | Současník Chattušiliše III. Chetitského                                  |
| Kudur-Enlil I.             | 1254–1246          |                                                                          |
| Šagarakti-Šuriaš           | 1245–1233          | Syn Kudur-Enlila                                                         |
| Kaštiliaš IV.              | 1232–1225          | Současník Tukulti-Ninurta I. Asyrského                                   |
| Enlil-nadin-šumi           | 1224               | Správce dosazený Asyřany                                                 |
| Kadašman-Harbe II.         | 1223               | Správce dosazený Asyřany                                                 |
| Adad-šuma-iddina           | 1222–1217          | Správce dosazený Asyřany                                                 |
| Adad-šuma-usur             | 1216–1187          | Současník Aššur-nirariho III. Asyrského                                  |
| Melišipak II.              | 1186–1171          |                                                                          |
| Marduk-apla-iddina I.      | 1171–1159          |                                                                          |
| Zababa-šuma-iddina         | 1158               |                                                                          |
| Enlil-nádín-achché         | 1157–1155          | Poražen Šutruk-Nachchuntem Elamským                                      |

## Společenské vztahy
I když někteří z Kassitů přejímali babylonská jména, stále si udržovali jejich tradiční kmenovou a rodovou strukturu, v kontrastu s menší společenskou jednotkou – rodinou, která byla tradicí v Babylonii. Kassité byli hrdí spíše na svou příslušnost k rodu než na své přímé rodiče, a uchovávali tradiční rodový majetek a vztahy.